# Luvale
El luvale (o lovale, chiluvale, luena, etc) és una llengua bantu central que parlen els luvales a Angola i Zàmbia. Està reconeguda com a llengua regional a Zàmbia i el nganguela, una nova llengua barreja amb les altres llengües chokwe-luchazis és una llengua nacional d'Angola. El seu codi Guthrie és K.14 i el seu codi glottolog és 1239.

## Distribució geogràfica
A Zàmbia es parla a les províncies de l'oest i de l'nord-oest per 171.000 persones (2010).
A Angola es parla per 464.000 persones (2001) a les províncies de Moxico i e Cuando Cubango.

## Família lingüística
Forma part de les llengües Chokwe-Luchazis que són llengües bantus del grup K, juntament amb el chokwe, nyemba, mbwela, mbunda, nyengo, el luimbi, el nyengo, el nkangala, el yauma i el lucazi. Totes elles són llengües bantus centrals.

## Sociolingüística i ús de la llengua
S'ensenya en luvale a l'educació primària i secundària a Zàmbia, país en el que també hi ha diaris, programes de ràdio i de televisió en aquesta llengua. S'escriu en alfabet llatí. També s'escriu el luvale en braille La llengua gaudeix d'actituds positives en els dos estats en la que es parla. A Zàmbia és una llengua reconeguda com a llengua regional i s'utilitza en l'educació i l'administració. És una llengua dominant a la seva regió. Es parla a la llar, en la comunitat i en les cerimònies tradicionals, gent de totes les edats. S'hi ha traduït la Bíblia. (1955-1970). En aquest país és una llengua institucional (provincial). S'utilitza tant a nivell personal, com comunitari i administratiu.
A Angola és una llengua desenvolupada (egids 5), que gaudeix d'un ús vigorós, té literatura i una forma estàndard. En aquest país el ngangela, una nova llengua de la barreja de les llengües chokwe-luchazis, és considerada una llengua nacional.